# Universitatea Johann Wolfgang Goethe din Frankfurt
Universitatea "Johann Wolfgang Goethe", din Frankfurt am Main (numele oficial: Goethe-Universität Frankfurt am Main, pe scurt Uni Frankfurt și Goethe-Uni) este, cu cei aproximativ 38.000 de studenți ai săi și cu 170 de specializări în 16 profiluri, una dintre cele mai mari universități din Germania. A fost numită după Johann Wolfgang von Goethe, scriitor și om de știință german născut la Frankfurt.
1. ↑  „Rudolf Steinberg | Ausbildung und Werdegang”. www.rudolf-steinberg.de. Accesat în 20 ianuarie 2025.
2. ↑  „Goethe-Universität — About the University”. www.goethe-university-frankfurt.de. Accesat în 20 ianuarie 2025.